# Тур Китая
Тур Китая (англ. Tour of China) — шоссейная многодневная велогонка, ежегодно проводящаяся в Китае. Гонка санкционирована UCI и проходит в рамках UCI Asia Tour под категорией 2.1.

## История
Впервые велогонка состоялась в 1995 году под категорией 2.5 международного календаря Международного союза велосипедистов. Организаторамы выступали британцы, гонконгцы и американцы. Главным спонсором была американская компания Medalist Sports. Гонка привлекла несколько ведущих европейских велокоманд, в частности Mapei-GB-Latexco и Novell-Decca-Colnago. Её победителем стал россиянин Вячеслав Екимов. Через два года Medalist Sports прекратил финансирование и гонка не проводилась пять лет.
Многодневка была возобновлена в 2002 году. В 2005 году она вошла в UCI Asia Tour под категорией 2.2, но с 2006 по 2009 год снова не проводилась.
В 2010 году после очередного перерыва Тур Китая вновь был возобновлен. Организаторами выступают Федерация велоспорта Китая и компания Vanke, ставшая главным спонсором. Федерация планирует в течение десяти лет сделать велогонку событием Мирового тура UCI. В 2011 году рейтинг гонки был повышен до 2.1.
В 2012 году UCI разделил гонку на две части из-за масштабов страны проведения.

## Призёры

### Тур Китая
| Год                      | Победитель          | Второй             | Третий            |
| ------------------------ | ------------------- | ------------------ | ----------------- |
| 1995                     | Вячеслав Екимов     | Даниэль Нарделло   | Стив Хегг         |
| 1996                     | Майкл Андерссон     | Томаш Брожина      | Джефф Эваншайн    |
| 1997-2001 не проводилась |                     |                    |                   |
| 2002                     | Макото Иидзима      | Максим Иглинский   | Тонтон Сусанто    |
| 2003                     | Ёсиюки Абэ          | Юрген Ван де Валле | Кадзуюки Манабэ   |
| 2004                     | Кодзи Фукусима      | Синъити Фукусима   | Томаш Клочко      |
| 2005                     | Андрей Мизуров      | Сяохай Чжэн        | Давид Крупа       |
| 2006-2011 не проводилась |                     |                    |                   |
| 2010                     | Дирк Мюллер         | Дэвид Таннер       | Даниэль Саммерхил |
| 2011                     | Муроджон Халмуратов | Иван Ковалёв       | Александр Серов   |

### Тур Китая I
| Год  | Победитель            | Второй              | Третий            |
| ---- | --------------------- | ------------------- | ----------------- |
| 2012 | Мартин Педерсен       | Штефан Шумахер      | Микаэль Расмуссен |
| 2013 | Кирилл Поздняков      | Константино Забалла | Жозе Гонсалвеш    |
| 2014 | Камиль Градек         | Виталий Буц         | Нил Ван дер Плуг  |
| 2015 | Даниеле Колли         | Александр Поливода  | Станислав Божков  |
| 2016 | Раффаэлло Бонузи      | Йонас Вингегор      | Маурисио Ортега   |
| 2017 | Лиам Бертаццо         | Джозеф Купер        | Сергей Попок      |
| 2018 | Хуан Себастьян Молано | Дамиано Чима        | Якопо Моска       |
| 2019 | Ерун Мейерс           | Roy Eefting         | Евгений Соболь    |

### Тур Китая II
| Год  | Победитель       | Второй             | Третий           |
| ---- | ---------------- | ------------------ | ---------------- |
| 2012 | Штефан Шумахер   | Еннинг Хёйзенга    | Виталий Попков   |
| 2013 | Алоис Каньковски | Даниэль Клемме     | Унай Иппарагире  |
| 2014 | Борис Шпилевский | Милан Кадлец       | Камиль Градек    |
| 2015 | Маттья Гавацци   | Николас Марини     | Борис Шпилевский |
| 2016 | Марко Бенфатто   | Рикардо Стаккьотти | Люк Мадгвей      |
| 2017 | Кевин Ривера     | Мирко Тросино      | Маурисио Ортега  |
| 2018 | Алехандро Марко  | Артём Овечкин      | Кэйден Гровс     |
| 2019 | Лю Сяньцзинь     | José Fernandes     | Кевин Ривера     |